# Leptocera saegeri
Leptocera saegeri är en tvåvingeart som först beskrevs av Vanschuytbroeck 1959.  Leptocera saegeri ingår i släktet Leptocera och familjen hoppflugor.
Artens utbredningsområde är Kongo. Inga underarter finns listade i Catalogue of Life.